# Lot 25
Lot 25 est un canton dans le comté de Prince, Île-du-Prince-Édouard, Canada. Il fait partie de la Paroisse St. David.

## Population
- 1 123 (recensement de 2001)[1]
- 1 156 (recensement de 2006)[1]
- 1 177 (recensement de 2011)[2]